# Флорида (Міссурі)
Флорида (англ. Florida) — селище (англ. village) в США, в окрузі Монро штату Міссурі. Найбільш відоме як місце народження американського письменника Марка Твена (1835). Населення станом на 2000 рік становило 9 осіб. Станом на 2010 рік, у селі не проживало жодної особи.

## Географія
Флорида розташована за координатами 39°29′34″ пн. ш. 91°47′25″ зх. д. / 39.49278° пн. ш. 91.79028° зх. д. (39.492654, -91.790239).  За даними Бюро перепису населення США в 2010 році селище мало площу 0,32 км², уся площа — суходіл. В 2017 році площа становила 0,27 км², уся площа — суходіл.

## Населення
За переписом населення 2000 року, у селі мешкало 9 осіб, 4 господарі і 2 сім'ї загалом. Густота населення стеновила 86.4 осіб на квадратну милю або 34.7/км². Усі жителі були білі.
За переписом населення 2010 року, у селі не мешкало жодної людини.

## Персоналії
- Марк Твен (1835-1910) — американський письменник, гуморист, сатирик, публіцист, видавець.